# Victor Henri

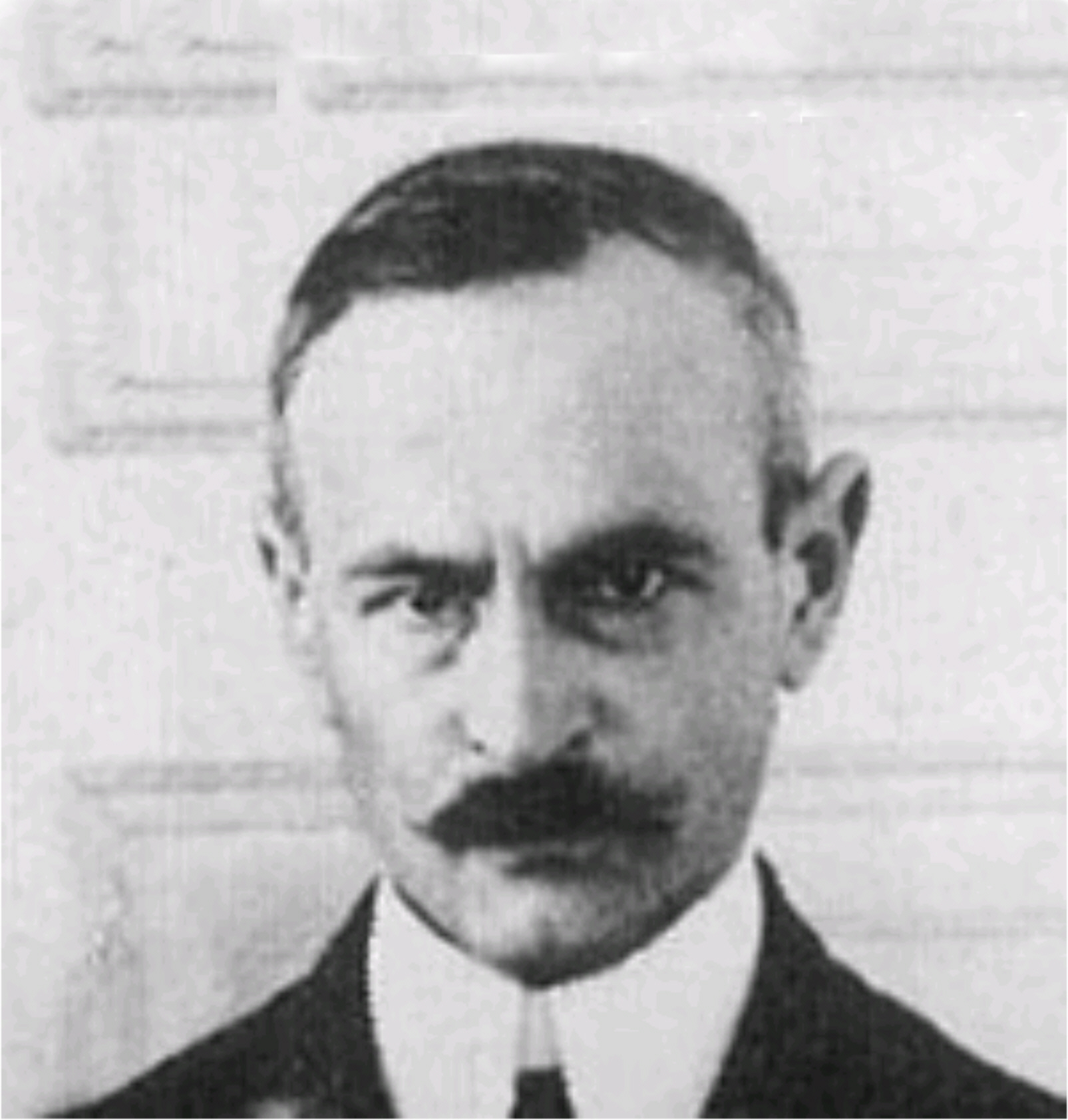
Victor Henri um 1922

Victor Henri (* 6. Juni 1872 in Marseille; † 21. Juni 1940 in La Rochelle) war ein französischer Physikochemiker und Psychologe. Er wurde hauptsächlich als Pionier der Enzymkinetik bekannt.
Er war außerordentlich produktiv – er publizierte über 500 wissenschaftliche Artikel in verschiedenen Disziplinen wie Physikochemie, Biochemie, Physiologie und Psychologie, unter anderem auch auf Deutsch.

## Lebenslauf
Henri war ein Waisenkind und wurde von einer Familie russischer Herkunft adoptiert. Einen Teil seiner Kindheit und Jugend verbrachte er von 1880 bis 1889 in Russland. Zurück in Frankreich legte er 1889 das naturwissenschaftliche Baccalauréat ab und studierte anschließend bis 1893 an der Universität Paris (Sorbonne) Mathematik, Physik und Chemie sowie ab 1892 Psychologie bei Théodule Ribot am Collège de France. Zudem hatte er von 1892 bis 1894 ein Stipendium am Labor für physiologische Psychologie der École pratique des hautes études (EPHE), wo er ein Schüler Alfred Binets war. Anschließend ging er für zwei Jahre zu Wilhelm Wundt an die Universität Leipzig. Er wurde 1897 an der Universität Göttingen bei Georg Elias Müller auf dem Gebiet der Psychologie promoviert („Über die Raumwahrnehmungen des Tastsinnes“).
Anschließend kehrte er nach Paris an die EPHE zurück, wechselte aber ins Labor für Physiologie von Albert Dastre, wo Henri von 1900 bis 1907 als préparateur (wissenschaftlicher Assistent) arbeitete. Mit einer Schrift über die Wirkung von Diastasen, die er 1903 an der Naturwissenschaftlichen Fakultät zu Paris verteidigte, schloss er seine zweite Promotion, diesmal auf dem Gebiet der Enzymkinetik ab. 1907 erhielt er die Lehrbefugnis und arbeitete anschließend als Maître de conférences weiter am Physiologischen Labor der EPHE, deren stellvertretende Leitung er 1913 übernahm. Zu Beginn des Ersten Weltkriegs wurde er zum chemischen Kriegsdienst einberufen. 1915 wurde er nach Russland entsandt, wo er wissenschaftlicher Sekretär der Russischen Akademie der Wissenschaften in Moskau und 1917 Professor für physikalische Chemie an der Schanjawski-Universität wurde.
Die Universität Zürich berief Henri 1920 als außerordentlichen Professor für physikalische Chemie. Er leistete dort bahnbrechende Arbeiten auf dem Gebiet der Spektroskopie. Sein Nachfolger an der Universität Zürich wurde Hans von Halban. 1930/31 leitete Henri ein petrochemisches Projekt im südfranzösischen Berre-l’Étang, dann wurde er Professor für physikalische Chemie an der Universität Lüttich (Belgien). Bei Ausbruch des Zweiten Weltkriegs kehrte er 1939 nach Frankreich zurück, um mit Paul Langevin im physikalischen Labor des Centre national de la recherche scientifique appliquée (CNRSA) zu arbeiten.

## Werk
1902 publizierte er einen Artikel, in dem er als Erster die grundlegende Gleichung der Enzymkinetik angab und auch ableitete. Diese Gleichung schrieb er folgendermaßen
{\displaystyle {\frac {dx}{dt}}={\frac {K\cdot \Phi \cdot (a-x)}{1+m\cdot (a-x)+n\cdot x}}}
Darin bezeichnet a die Anfangskonzentration des Substrats und x die Konzentration des gebildeten Produkts. Die anderen Symbole stehen für Konstanten. In heutiger Notation könnte man die Gleichung so schreiben:
{\displaystyle v={\frac {{\text{const.}}\cdot S}{1+{\frac {S}{K_{1}}}+{\frac {P}{K_{2}}}}}\ (\ast )}
wobei v die Reaktionsgeschwindigkeit bezeichnet, S die Substratkonzentration, P die Produktkonzentration, und K1 und K2 die Dissoziationskonstanten des Enzym-Substrat-Komplexes bzw. Enzym–Produkt-Komplexes bezeichnen.
Es dauerte etwa zehn Jahre, bis die Biochemiker weltweit die volle Bedeutung dieser Gleichung erkannten. Denn obwohl Henris Artikel und auch seine Doktorarbeit zu diesem Thema (1903, s. oben) vielfach zitiert wurden, haben erst Leonor Michaelis und Maud Menten mit einem  bahnbrechenden Artikel im Jahre 1913 die Gleichung noch genauer abgeleitet und interpretiert und damit vielfältige Anwendungen ermöglicht. Insbesondere haben sie die Konstanten in der Gleichung richtig und umfassend interpretiert. Meist wird die Gleichung für den Spezialfall P = 0 verwendet und trägt üblicherweise den Namen Michaelis-Menten-Kinetik, manchmal aber auch Henri-Michaelis-Menten-Kinetik.
Es wurde vorgeschlagen, die o. g. Gleichung (*), die für den allgemeineren Fall P > 0  relevant ist, Henri-Kinetik zu nennen.
Einen umfangreichen biographischen Artikel über Henri hat S. Nicolas verfasst.